# História do basquete masculino de Brasília
Com presença regular nos campeonatos nacionais de basquetebol na década de 1980, cidade de Brasília desde o começo dos  anos 2000 registra participações marcantes nos principais torneios desse esporte, com títulos nacionais  e internacionais  conquistados por equipes sediadas no Distrito Federal.
Figurando ao lado de São Paulo e do Rio de Janeiro como as regiões mais vitoriosas da modalidade no país, o basquete brasiliense acumula 9 títulos da Copa Brasil Centro-Oeste, 3 títulos da Super Copa Brasil, 4 títulos do Campeonato Brasileiro, 3 títulos da Liga Sul-Americana e 1 título da Liga das Américas.

## Principais equipes

### Brasília (IVB)
O Instituto Viver Basquetebol, conhecido também como Brasília, foi a equipe mais bem sucedida do basquete do Distrito Federal. O time foi fundado em 2000 e rebatizado em 13 de junho de 2009, sendo originalmente ligado à Universidade Salgado de Oliveira (Universo), e de 2010 a 2017 vinculado ao Centro Universitário de Brasília (UniCEUB). Seus ginásios eram o Nilson Nelson e a ASCEB.
Os resultados dentro de quadra favoreceram à sua consolidação, em especial o tricampeonato do Novo Basquete Brasil conquistado na temporada 2011-12, que levou o time a alcançar a marca de quatro títulos nacionais em seis finais consecutivas. Além disso, o Brasília (IVB) foi o primeiro clube brasileiro campeão da Liga das Américas  e permanece como o maior campeão da Liga Sul-Americana de Basquete, com três títulos, ao lado do clube argentino Atenas de Córdoba. Desde julho de 2017 está fora da disputa de campeonatos oficiais.

### Brasília Basquete
O Brasília Basquete surgiu em agosto de 2018, quando o dirigente do extinto Brasília Búfalos, Bernardo Bessa, firmou uma parceria com a Associação Salgado de Oliveira de Educação e Cultura para a formação de um novo time da Capital federal que integraria a elite brasileira (NBB). Com isso, após oito temporadas, o nome Universo/Brasília voltou a figurar no basquete brasiliense, só que agora em outro projeto.
Assim, o clube ocupou o espaço deixado pelo fim do Instituto Viver Basquetebol, um ano antes, o que havia deixado a cidade sem um time na primeira divisão do basquete nacional. Após o término da temporada 19-20, a desgastada parceria entre a LB Produções e Eventos LTDA e a Associação Salgado de Oliveira de Educação e Cultura (ASOEC) foi desfeita e o time passou a ter o nome fantasia Financeira BRB/Brasília.

### Cerrado Basquete
O Cerrado Basquete foi fundado em 2016 com o objetivo de figurar entre a elite do basquetebol nacional em até seis temporadas, obtendo boas participações nas divisões inferiores do campeonato brasileiro. Após a aprovação pelo Conselho de Administração da Liga Nacional de Basquete (LNB), a equipe enfim conseguiu o acesso ao principal torneio de basquete masculino do País para a temporada 2020-21 . Com a meta de alcançar os playooffs já em sua primeira participação no torneio, a equipe anunciou reforços de peso com experiência em grandes clubes da modalidade .

## Campeonatos

### Liga das Américas

#### Títulos
- 2009 - Brasília (IVB)

### Liga Sul-Americana

#### Títulos
- 2010 - Brasília (IVB)
- 2013 - Brasília (IVB)
- 2015 - Brasília (IVB)

### Campeonato Brasileiro / Novo Basquete Brasil

#### Títulos
- 2007 - Brasília (IVB)
- 2010 - Brasília (IVB)
- 2011 - Brasília (IVB)
- 2012 - Brasília (IVB)

### Super Copa Brasil

#### Títulos
- 2003 - Brasília (IVB)
- 2004 - Brasília (IVB)
- 2014 - Ceub

### Copa Brasil Centro-Oeste

#### Títulos
- 1997 - APCEF
- 2002 - Gama
- 2003 - Brasília (IVB)
- 2004 - Brasília (IVB)
- 2012 - Iesplan
- 2014 - Ceub
- 2015 - Filadélfia Basquete
- 2016 - Vizinhança
- 2017 - Cerrado Basquete